# Ribadumia

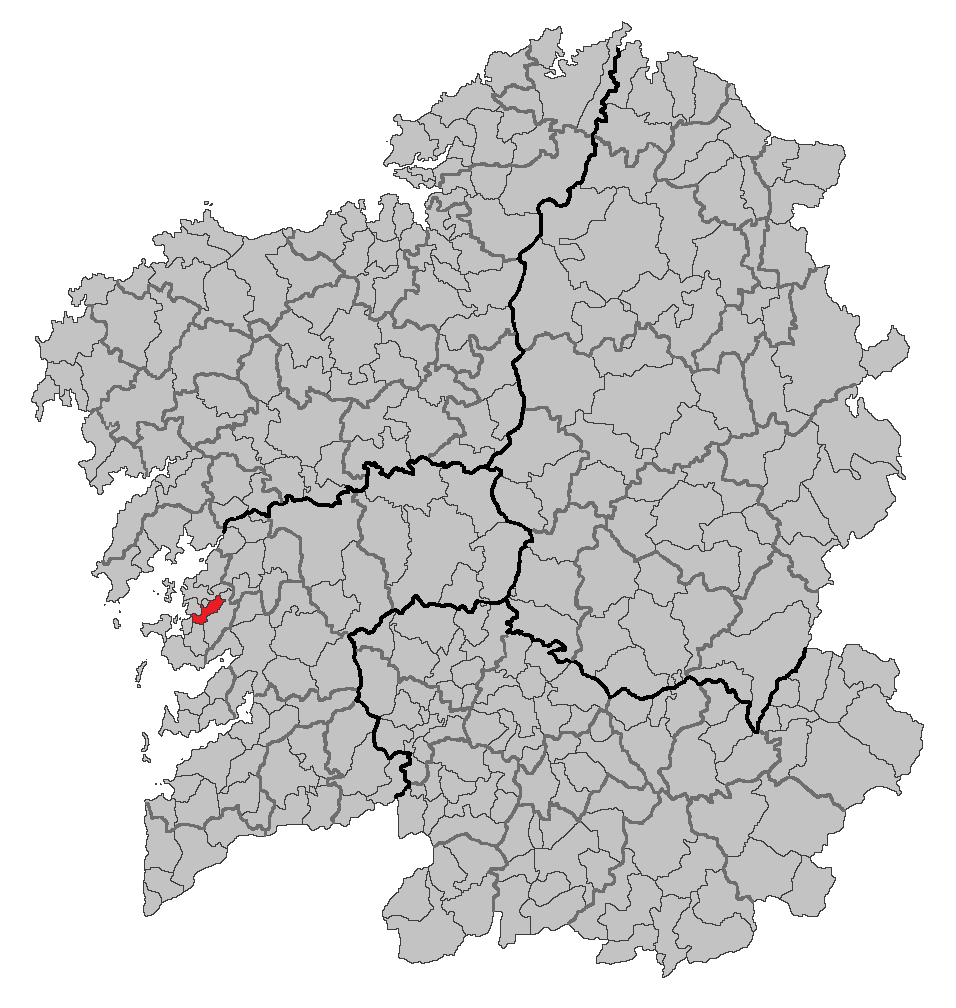
Ribadumia, Pontevedra, Galizia

Ribadumia è un comune spagnolo di 4 161 abitanti situato nella comunità autonoma della Galizia.